# 董翼
董翼（1577年—？年），字伯隣，號間風，四川瀘州合江縣人，民籍，明朝政治人物。

## 生平
萬曆三十四年（1606年），與弟董為同中丙午科四川鄉試第三名舉人。萬曆三十八年（1610年）中式庚戌科會試三十名，廷试三甲一百五十七名進士。授湖廣長沙府益陽縣知縣，四十年任本省同考。

## 家族
曾祖董士元，恩例散官；祖董瑤，教谕，封承德郎户部主事，配名宦，入人物志；父董邦禮，戊辰進士、承德郎戶部主事，祀鄉賢；前母張氏（贈安人）；母常氏（封安人）。永感下，妻李氏（贈孺人）、繼妻游氏（封孺人）。弟董為（同科舉人）；董明（廩生）。子應參（廩生）；應極；應太。